# Prenanthes subpeltata
Prenanthes subpeltata là một loài thực vật có hoa trong họ Cúc. Loài này được Stebbins miêu tả khoa học đầu tiên năm 1937.